# San Costantino Albanese
San Costantino Albanese (in Arbëresh, IPA: [ar'bəreʃ]: Shën Kostandini Arbëreshë) ist eine süditalienische Gemeinde (comune) in der Provinz Potenza in der Basilikata mit etwa 601 Einwohnern (Stand am 31. Dezember 2023). Die Gemeinde liegt etwa 79 Kilometer südsüdöstlich von Potenza im Nationalpark Pollino zwischen zwei Zuflüssen des Sinni, gehört zur Comunità montana Val Sarmento und ist eine der vielen historischen albanischen Siedlungen der Arbëresh in Süditalien.
San Constantino Albanese hat vier Fraktionen: Conserva, Farneta, Martorino und Venticalia.

## Geschichte
Der Ort wurde 1534 von albanischen Flüchtlingen gegründet. Noch heute gehört der Ort zur italo-albanischen Sprachinsel.

## Sehenswürdigkeiten
- Chiesa San Costantino il Grande in Piazza del Plebiscito
- Santuario Madonna della Conserva
- Chiesa Madonna delle Grazie  (wird nur vom Papas[2] geöffnet)
- Chiesa Madonna della Stella
- Casa Parco in Via Chicco
- Etnomuseo della Cultura Arbëreshe in Via Via Demostene, 3
- Palazzo der Herren Pace von Venticalia in Largo Pace

## Personen mit Beziehung zum Ort
- Antonio Bellusci (* 1934), Papas in San Costantino Albanese von 1965 bis 1973; Journalist und Schriftsteller.[3]